# Заболотье (Светлогорский район)
Заболотье (бел. Забалоцце) — деревня в Красновском сельсовете Светлогорского района Гомельской области Республики Беларусь.
На западе граничит с лесом.

## География

### Расположение
В 52 км на северо-запад от Светлогорска, 12 км от железнодорожной станции Мошны (на ветке Бобруйск — Рабкор от линии Осиповичи — Жлобин), 122 км от Гомеля.

### Гидрография
На востоке и севере сеть мелиоративных каналов.

## Транспортная сеть
Транспортные связи по просёлочной, затем автомобильной дороге Бобруйск — Речица. Планировка состоит из короткой прямолинейной улицы, ориентированной с юго-востока на северо-запад, к центру которой с севера присоединяется переулок. Застройка двусторонняя, деревянная, усадебного типа.

## История
Согласно письменным источникам известна с XIX века как селение в Лясковичской волости Бобруйского уезда Минской губернии. Обозначена на карте Западной мелиоративной экспедиции, которая работала в этих местах в 1890-е годы. В 1879 году обозначена в числе селений Королёвослободского церковного прихода.
В 1929 году жители вступили в колхоз.

## Население

### Численность
- 2021 год — 5 жителей

### Динамика
- 1909 год — 44 двора, 359 жителей
- 1959 год — 181 житель (согласно переписи)
- 2004 год — 22 хозяйства, 34 жителя
- 2021 год — 5 жителей